# تاريخ كشمير (كتاب)
تاريخ كشمير هو اسم يُشير إلى العديد من كتب التاريخ في فترة سلطنة كشمير، بعضها ضاع واستخدم جزئيًا مصدرًا في مؤلفات آخرين.